# Periklísz Pierákosz-Mavromihálisz
Periklísz Pierákosz-Mavromihálisz (görögül: Περικλής Πιερράκος-Μαυρομιχάλης) (Lakonía prefektúra, 1863 – Athén, 1938) görög katonatiszt, politikus, olimpiai bronzérmes tőrvívó.

## Sportpályafutása
A legelső újkori nyári olimpián, az 1896. évi nyári olimpiai játékokon, Athénban indult vívásban, egy versenyszámban: tőrvívásban bronzérmes lett.
Klubcsapata a Athinaiki Leskhi volt.